# Juval Rafael
Juval Rafael (hebrejsko יובל רפאל), izraelska pevka, * 5. november 2000.

## Biografija
Prihaja iz Ra'anane v Izraelu vendar je tri leta svojega otroštva je preživela v Ženevi v Švici. Leta 2023 se je začela profesionalno ukvarjati s petjem. 7. oktobra 2023 se je udeležila glasbenega festivala Supernova Sukkot Gathering v Re'imu, ko so Palestinci pod vodstvom Hamasa napadli festival, ubili 364 udeležencev in 40 ljudi vzeli za talce. Skupaj s 50 drugimi ljudmi se je skrivala v majhnem prostoru, ko so jih napadli Palestinci s granatami. Osem ur se je skrivala pod trupli. Bila je ena od 11 preživelih. V govoru pred Svetom Združenih narodov za človekove pravice je opisala, čemu je bila priča med napadom.

## Kariera
Dne 19. novembra 2024 je nastopila na avdiciji za enajsto sezono HaKokhav HaBa, ki je služil kot izbor ipredstavnika za Pesem Evrovizije 2025. V finalu 22. januarja 2025 je zmagala in postala predstavnica Izraela na Evroviziji.